# Helicopsyche guadeloupensis
Helicopsyche guadeloupensis là một loài Trichoptera thuộc họ Helicopsychidae. Chúng phân bố ở vùng Tân nhiệt đới.